# The Starbuck
Starbuck — американський рок-гурт, створений в Атланті, штат Джорджія, у 1974 році.

## Історія
Гурт Starbuck створений у 1974 році. Засновники гурту — клавішник/вокаліст/продюсер звукозапису Брюс Блекман і гравець на маримбі Бо Вагнер.
Блекмен і Вагнер, разом з гітаристом Джонні Уокером, виступали в sunshine-поп гурті Eternity's Children, з Міссісіпі. Влітку 1968 року пісня гурту Eternity's Children, «Mrs. Bluebird», увійшла до чарту Billboard Hot 100. 
Вагнер працював студійним музикантом в Лос-Анджелесі, на початку 1970-х він з'явився на телевізійному музичному шоу The Lawrence Welk Show, а також грав на барабанах для екстравагантного піаніста Лібераче (Liberace).
Дебютний сингл гурту Starbuck, «Moonlight Feels Right», посів третє місце в чарті Billboard Hot 100, у 1976 році.
Хоча гурт Starbuck більше ніколи не зміг повторити успіх дебютного синглу, кілька їхніх пісень потрапили в чарт Billboard Top 100, а їхній реліз 1977 року, «Everybody Be Dancin'», посів 38 місце. 
Гурт дуже мало звучав у Великобританії та, як наслідок, не потрапляв у британські чарти.
З 1976 по 1980 рік гурт Starbuck гастролював з популярними гуртами того часу, зокрема Electric Light Orchestra, KC and the Sunshine Band, Hall & Oates, England Dan & John Ford Coley, Boston. 
Гурт з'являвся в таких телевізійних музичних шоу: The Midnight Special, American Bandstand, The Merv Griffin Show, Dinah!, The Mike Douglas Show, Solid Gold.
На початку 1980-х років гурт Starbuck тимчасово був відомий під назвою Korona, у квітні 1980 року сингл гурту Korona, «Let Me Be», посів 43 місце у чарті Billboard Hot 100.
У липні 2013 року кілька колишніх учасників гурту Starbuck (засновники Блекман і Вагнер, гітарист Томмі Стрейн, клавішники Слоан Хейс і Девід Шейвер, басист Джиммі Кобб і барабанщик Кенні Крайслер) возз'єднались і  виступили в Chastain Park, в Атланті.
У 2016 році гурт Starbuck знову возз’єднався в тому же складі, що й на попередньому концерті в 2013 році. 20 серпня 2016 року відбувся останній концерт гурту.
У 2022 році Брюс Блекмен випустив 12 нових пісень в альбомі Starbuck 2022.
5 квітня 2014 року Блекмена прийняли в Mississippi Writer's Garden. Він детально описав історію гурту Starbuck у своїй книзі, випущеній у 2018 році: «The Road to Moonlight Feels Right — the story behind one of the most popular songs of the '70s».
Роберт «Бо» Вагнер створив школу виконавського мистецтва і викладав музику й танці. Потім він перейшов в сферу охорони здоров'я для індустрії розваг, і був відомий під ім'ям «Доктор Бо». Він помер 20 червня 2017 року в Санта-Моніці, штат Каліфорнія, у віці 72 років.

## Дискографія

### Альбоми
| Рік  | Альбом                 | Топ 200 США |
| ---- | ---------------------- | ----------- |
| 1976 | Moonlight Feels Right  | 78          |
| 1977 | Rock'n Roll Rocket     | 182         |
| 1978 | Searching for a Thrill | —           |

### Сингли
| Рік  | Сингл                    | CA | CAN AC | US BB | US AC | US CB | AUS | NZ | Альбом                 |
| ---- | ------------------------ | -- | ------ | ----- | ----- | ----- | --- | -- | ---------------------- |
| 1976 | "Moonlight Feels Right"  | 3  | 1      | 3     | 2     | 2     | 25  | 21 | Moonlight Feels Right  |
| 1976 | "I Got to Know"          | 36 | 9      | 43    | 11    | 40    | —   | —  | Moonlight Feels Right  |
| 1976 | "Lucky Man"              | 44 | 27     | 73    | 42    | 48    | —   | —  | Moonlight Feels Right  |
| 1977 | "Everybody Be Dancin'"   | 57 | 30     | 38    | 41    | 48    | —   | —  | Rock & Roll Rocket     |
| 1978 | "Searching for a Thrill" | 46 | —      | 58    | —     | 45    | —   | —  | Searching for a Thrill |
| 1983 | "The Full Cleveland"     | —  | —      | —     | —     | —     | —   | —  | non-album single       |